# رزم‌ناو پوتمکین
رَزَم‌ناو پوتمکین (به روسی: Броненосец Потёмкин، تلفظ: بـِرُنِنُسِـتْس پوتمکین) نام فیلمی به کارگردانی سرگئی آیزنشتاین و ساخته شده به سال ۱۹۲۵ است.

## تاریخچه
نام این رزم ناو به افتخار گریگوری الکساندروویچ پوتمکین، یک چهرهٔ نظامی قرن ۱۸ روسیه گذارده شده بود.

## خلاصهٔ داستان
موضوع فیلم شورش ملوانان رزم‌ناو پوتمکین در سال ۱۹۰۵ علیه افسران تزار مافوق خود در جریان انقلاب ۱۹۰۵ روسیه و همراهی مردمان با آن‌ها می‌باشد. فیلم از پنج فصل (اپیزود) تشکیل شده‌است: «مردان و حشره‌ها» که مقاومت ملوانان به علت این‌که به آن‌ها گوشت فاسد داده می‌شود را نشان می‌دهد. «نمایش در بندر» شورش ملوانان و کشته شدن رهبرشان واکولینچوک را به نمایش می‌گذارد. «مردی مرده برای عدالت فریاد می‌زند.» جنازهٔ واکولینچوک توسط مردم ادسا تشییع می‌شود. «پلکان اودسا» که سربازان تزاری مردم اودسا را قتل‌عام می‌کنند. «تسلیم سربازان» سربازان به شورشیان می‌پیوندند.

## تولید
فیلم پاتمکین درامی از کنش جمعی با یک قهرمان گروهی است و به‌طور کامل با بازیگران غیرحرفه‌ای و در پس‌زمینه‌هایی واقع‌گرایانه فیلم‌برداری شده است. آیزنشتاین بعدها درباره‌ی ظاهر مستندگونه‌ی فیلم نوشت: «پاتمکین شبیه یک گزارش خبری یا فیلم مستند از یک رویداد به نظر می‌رسد، اما در حقیقت به‌عنوان یک درام عمل می‌کند.»
در واقع، برخلاف فیلم قبلی او، اعتصاب (1925) که ساختاری نسبتاً نامنظم داشت، پاتمکین به پنج پرده یا حرکت تقسیم شده است که تقارن ساختاری آن تقریباً بی‌نقص است.

## سکانس پلکان اودسا

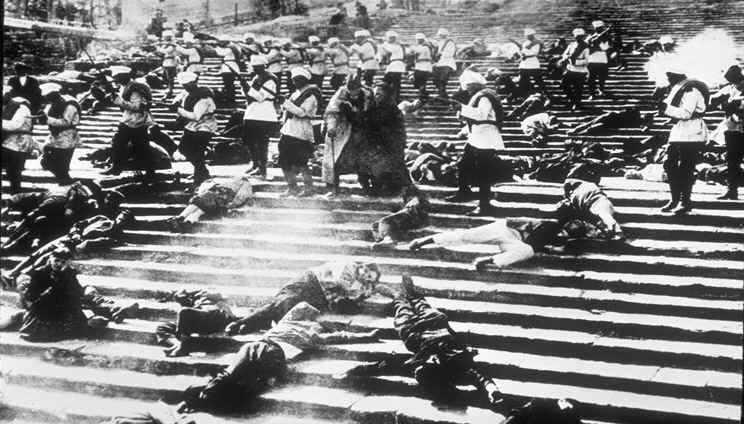
نمایی از صحنه قتل‌عام مردم توسط سربازان تزاری بر پلکان‌های پوتمکین

این فیلم فصلی معروف به نام «پلکان ادسا» دارد. این فصل مورد تقدیر یکی از معدود فصل‌هایی است که به صورت مجزا مورد تکریم منتقدان و دوستداران سینما قرار گرفته‌است. در این فصل که به پله‌های پریمورسکی یا پلکان پوتیومکین نیز مشهور است، سربازان کازاک روسی با تونیک‌های تابستانی خود صفی ماشین‌وار و هماهنگ تشکیل می‌دهند و به مردم عادی اودسا شلیک می‌کنند که در میان آن‌ها یک پسر جوان نیز دیده می‌شود. در انتهای این فصل یک مادر که بچه‌ای را در یک کالسکه حمل می‌کند نیز مورد اصابت گلوله قرار می‌گیرد و وی کالسکهٔ بچه را به میان جمعیت فراری که از پله‌ها پایین می‌روند هل می‌دهد. فیلم‌های زیادی به این فیلم و فصل پلکان ادسا ادای دین کرده‌اند. از این جمله‌اند: تسخیرناپذیران اثر برایان دی پالما،جنگ ستارگان اپیزود سوم: انتقام سیث اثر جرج لوکاس.
نکتهٔ آخر اینکه تمام وقایعی که روی پلکان‌های اودسا اتفاق می‌افتند، به احتمال زیاد زاییدهٔ تخیل قوی آیزنشتاین می‌باشند.

## تئوری مونتاژ
هرچند آیزنشتاین این فیلم را به عنوان یک تبلیغ (پروپاگاندا) انقلابی ساخته بود، ولی در حقیقت این فیلم وسیله‌ای شد تا وی تئوری مونتاژ خود را به بوتهٔ آزمایش بگذارد. وی یکی از چند درس خواندهٔ مکتب کولشوف بود که می‌خواست تئوری مونتاژ را امتحان کند. این تئوری به‌طور خلاصه بیان می‌کند که چگونه می‌توان با استفاده از عناصری ساده دلسوزی (سمپاتی) مخاطب را به دست آورد و بتوان کاری کرد که وی با یک گروه مشخص از طرفین فیلم (دراینجا ملوانان شورشی) همذات پنداری کند و از گروه دیگر (کازاک های تزاری) متنفر باشد. بهترین مثال‌ها برای این تئوری در فصل پلکان ادسا آورده شده‌اند.
برای مثال در صحنه‌ای که سربازان به بالای پلکان می‌رسند و صفوف منظم آن‌ها که بوسیلهٔ سایه‌هایشان قطع گردیده‌است، تداعی‌کنندهٔ شکل اریبی پلکان نیز هست. 

## توضیح
تلفظ پوتمکین صحیح است و پرنس الکساندر پوتمکین در انگلیسی بدین صورت (Alexander Potemkin Russian nobleman) و به روسی ( الکساندروویچ گریگوری پوتمکین )(Потёмкин, Григорий Александрович) - - - -